# 8 Pułk Huzarów (Cesarstwo Niemieckie)
8 Pułk Huzarów im. Cara Rosji Mikołaja II (1 Westfalski) (niem. Husaren-Regiment „Kaiser Nikolaus II. von Russland“ (1. Westfälisches) Nr. 8)  – pułk kawalerii niemieckiej okresu Cesarstwa Niemieckiego.

## Charakterystyka

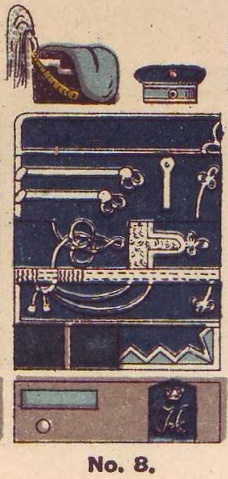
Oznaki pułku

Pułk został sformowany 7 marca 1815. Stacjonował w Paderborn . Wchodził w skład VII Korpusu Armijnego .

 Wiosną 1914 był w strukturze 13 Brygady Kawalerii z 13 Dywizji Piechoty.
W wyniku mobilizacji, w sierpniu 1914 pułk osiągnął gotowość bojową i w składzie 13 Brygady Kawalerii z 9 Dywizji Kawalerii został wysłany na front zachodni.

30 grudnia 1916 oddział przeorganizowano w spieszony pułk kawalerii.